# Aliena Schmidtke
Aliena Schmidtke (* 20. November 1992 in Bad Oldesloe) ist eine ehemalige deutsche Schwimmsportlerin.

## Sportlicher Werdegang

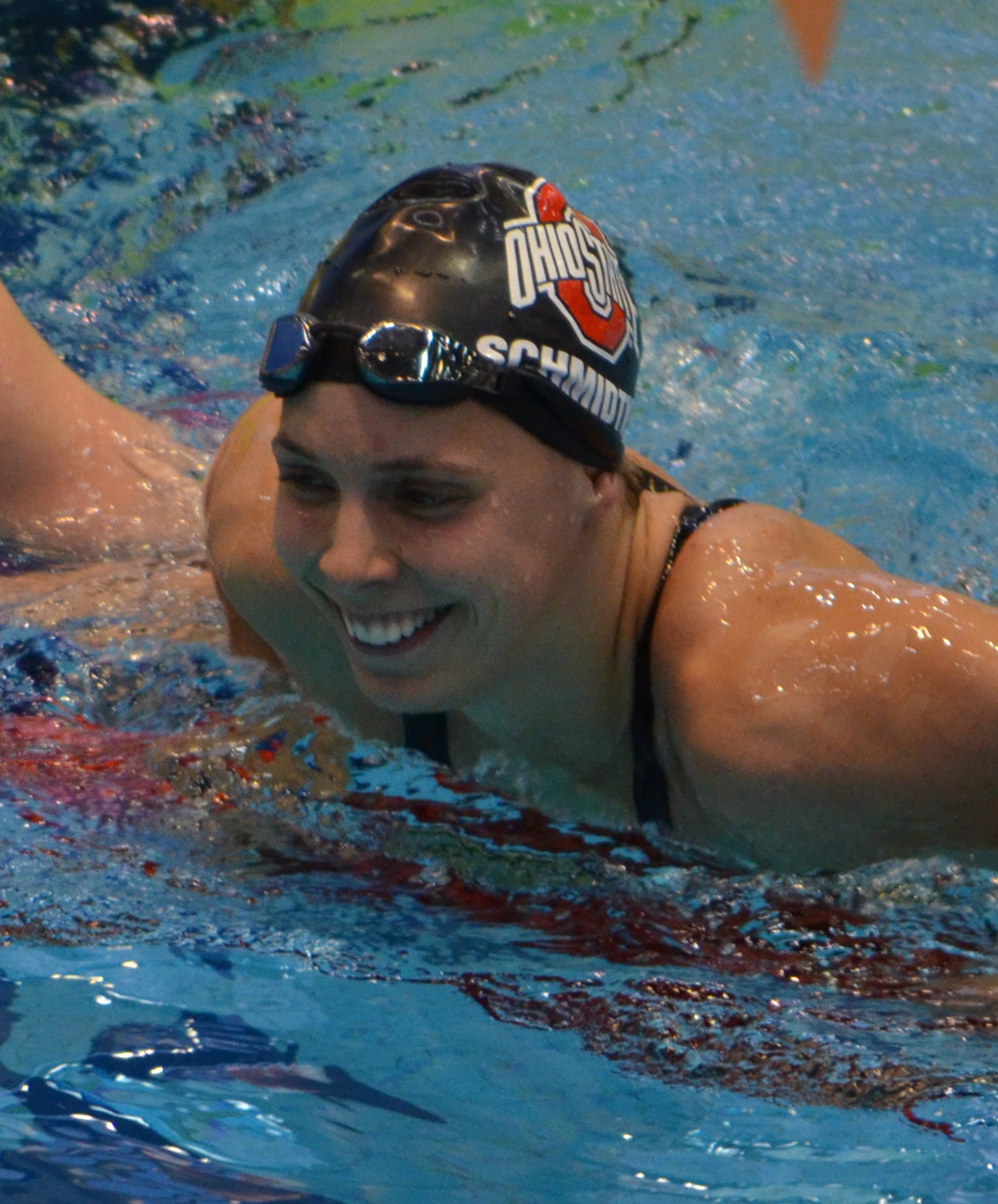
Aliena Schmidtke bei den Deutschen Meisterschaften 2017

Im Juni 1996 erwarb Aliena Schmidtke das Seepferdchenabzeichen. Ihre ersten Wettkampferfahrungen im Schwimmen machte sie beim MTV Segeberg, einem Sportverein in ihrem Wohnort Bad Segeberg. Neben dem Schwimmen hat Schmidtke bis zu ihrem 10. Lebensjahr in der Fechtgemeinschaft Segeberg e. V. gefochten. Bei den Landesmeisterschaften der Schüler im Jahr 2003 wurde sie Meisterin im Degen- und Florettfechten.
Ende 2003 hat Schmidtke sich endgültig für den Schwimmsport entschieden. Nach zwei Jahren Vereinsmitgliedschaft im SC Delphin Lübeck wechselte sie im Sommer 2005 nach Magdeburg, wo sie das Sportgymnasium Magdeburg – eine der 40 Eliteschulen des Sports in Deutschland – besuchte. Bis zum Ende ihrer aktiven Laufbahn im Jahr 2021 ist sie für den SC Magdeburg geschwommen.
Nach ihrem Abitur 2011 ging sie als „Athletic Student“ an die New Mexico State University (NMSU) nach Las Cruces, New Mexico, USA, wo sie bei dem Head Coach des Universitätsteams Rick Pratt trainierte. Schmidtke stellte sechs Schulrekorde für diese Universität auf, von denen Ende 2021 diejenigen auf den Einzelstrecken immer noch gültig sind. Sie ist zudem die zweite Schwimmerin der NMSU, die sich für die National Collegiate Athletic Association Division 1 Championships (NCAA) qualifizieren konnte.
Im Jahr 2012 wechselte Schmidtke an die Ohio State University nach Columbus, Ohio, USA, und trainierte dort bis Dezember 2018. Unter ihrem neuen Head Coach Bill Dorenkott und dessen Associate Head Coach Jordan Wolfrum qualifizierte sie sich erneut zweimal für die NCAA Division 1 (National Collegiate Athletic Association) und schwamm für ihre Universität die Big Ten Conferences. In dieser Zeit stellten ihre Trainer Schmidtke von ihrer bisherigen Hauptlage Freistil auf Schmetterling um.
Bei der Qualifikation für die Olympischen Spiele 2016 im Rahmen der Deutschen Meisterschaften vom 5. bis 8. Mai 2016 in Berlin verpasste sie im Finale über 100 m Schmetterling um zwei Zehntelsekunden die Teilnahme. Seit 2017 gehört Schmidtke der deutschen Nationalmannschaft im Schwimmen an.
Im Januar 2019 zog Schmidtke für vier Monate nach Gainesville, Florida, USA um und hat bei Gregg Troy in einem Profiteam unter anderem mit Ryan Lochte und Caeleb Dressel trainiert. Am 1. Mai 2019 kehrte sie nach Deutschland zurück, um sich in ihrem Heimatverein SC Magdeburg gezielt mit dem Chefcoach des Vereins Bernd Berkhahn auf eine Teilnahme an den Olympischen Spielen 2020 vorzubereiten.
Nach einer Infektion mit dem Coronavirus im November 2020 beendete Aliena Schmidtke im Herbst 2021 ihre Schwimmkarriere.

## Privates
Schmidtke hat zwei Brüder. Sie ist in Bad Segeberg aufgewachsen und dort bis zu ihrem 12. Lebensjahr zur Schule gegangen.
Nach ihrem Abitur am Sportgymnasium Magdeburg 2011 studierte sie in den USA Molekulargenetik und Biologie mit Abschluss Bachelor of Science 2016. Von 2016 bis 2018 arbeitete Schmidtke am Wexner Medical Center, Columbus, Ohio, als Forschungsassistentin bei Amy Lovett-Racke in der Multiple-Sklerose-Forschung.
Ab März 2018 studierte Schmidtke an der IU Internationale Hochschule im Fernstudium den Masterstudiengang „MBA Master of Business Administration“ mit Schwerpunkt in Health Care, den sie im September 2021 erfolgreich abschloss.

## Erfolge
Weltmeisterschaften
2017 in Budapest:
- 8. Platz 50 m Schmetterling
- 10. Platz 100 m Schmetterling
- 7. Platz 4 × 100 m Lagen Mixed (mit Lisa Graf, Marco Koch, Damian Wierling)

Kurzbahn 2018 in Hangzhou:
- 8. Platz 50 m Schmetterling
- 12. Platz 100 m Schmetterling
- 6. Platz 4 × 100 m Lagen (mit Laura Riedemann, Jessica Steiger, Annika Bruhn)
- 6. Platz 4 × 100 m Lagen Mixed (mit Christian Diener, Fabian Schwingenschlögl, Jessica Steiger)
- 9. Platz 4 × 50 m Lagen (mit Laura Riedemann, Jessica Steiger, Marie Pietruschka)

Europameisterschaften
Kurzbahn 2017 in Kopenhagen:
- 4. Platz 50 m Schmetterling
- 8. Platz 100 m Schmetterling
- 4. Platz 4 × 50 m Lagen Mixed (mit Christian Diener, Fabian Schwingenschlögl, Jessica Steiger)
- 5. Platz 4 × 50 m Freistil Mixed (mit Damian Wierling, Marius Kusch, Jessica Steiger)

2018 in Glasgow:
- 4. Platz 50 m Schmetterling
- 8. Platz 100 m Schmetterling
- 7. Platz 4 × 100 m Lagen der Frauen (mit Laura Riedemann, Jessica Steiger, Annika Bruhn)

Kurzbahn 2019 in Glasgow:
- 8. Platz 50 m Schmetterling
- 13. Platz 100 m Schmetterling
- 8. Platz 4 × 50 m Lagen Mixed (mit Ole Braunschweig, Christian vom Lehn, Jessica Felsner)
- 9. Platz 4 × 50 m Lagen (mit Jenny Mensing, Anna Elendt, Jessica Felsner)

Weitere internationale Wettbewerbe
Sommer-Universiade 2017 in Taipeh:
- 1. Platz 50 m Schmetterling
- 8. Platz 100 m Schmetterling
- 7. Platz 4 × 100 m Lagen (mit Lisa Graf, Jessica Steiger, Sarah Köhler)

Worldcup 2019 in Berlin
- 3. Platz 50 m Schmetterling
- 3. Platz 100 m Schmetterling

Deutsche Meisterschaften
2016 in Berlin:
- 2. Platz 50 m Schmetterling
- 2. Platz 100 m Schmetterling

2017 in Berlin:
- 1. Platz 50 m Schmetterling
- 1. Platz 100 m Schmetterling

2018 in Berlin:
- 1. Platz 50 m Schmetterling
- 2. Platz 100 m Schmetterling

2019 in Berlin:
- 1. Platz 50 m Schmetterling
- 2. Platz 100 m Schmetterling

Kurzbahn 2019 in Berlin:
- 1. Platz 50 m Schmetterling
- 2. Platz 100 m Schmetterling

## Auszeichnungen
- Honorable Mention All-American 2014
- CSCAA Scholar All-American 2013/14
- Ohio State Scholar Athlete Reward 2013, 2014 and 2015
- Academic All Big Ten Team 2014 and 2015
- New Mexico State’s Swimmer of the Year 2011-12
- New Mexico State’s Newcomer of the Year 2011-12
- WAC Freshman of the Year 2011-12

## Rekorde
| Deutsche Rekorde (4)                                                  | Deutsche Rekorde (4) | Deutsche Rekorde (4) | Deutsche Rekorde (4) |
| --------------------------------------------------------------------- | -------------------- | -------------------- | -------------------- |
| 50 m Schmetterling                                                    | 0:25,68 min          | 28. Juli 2017        | WM Budapest          |
| 50 m Schmetterling (Kurzbahn)                                         | 0:25,49 min          | 14. Dezember 2017    | EM Kopenhagen        |
| 4×50 m Lagen mixed (Kurzbahn) (mit Diener, Schwingenschlögl, Steiger) | 1:37,83 min          | 14. Dezember 2017    | EM Kopenhagen        |
| 4×100 m Lagen (Kurzbahn) (mit Riedemann, Steiger, Bruhn)              | 3:54,15 min          | 16. Dezember 2018    | WM Hangzhou          |